# Božidar Jović
Božidar Jović (Banja Luka, 1972. február 13. –) olimpiai- és világbajnok horvát válogatott kézilabdázó.

## Pályafutása
Božidar Jović Banja Luka városában született és itt, a Borac Banja Luka csapatában kezdett kézilabdázni. 1992-ben és 1993-ban Bajnokok Ligája-győztes volt az RK Zágráb csapatával. 2000 és 2003 között a Fotex Veszprém játékosa volt. 2001-ben, 2002-ben és 2003-ban bajnoki címet nyert a bakonyi csapattal, 2002-ben és 2003-ban pedig kupagyőzelmet ünnepelhetett. Tagja volt a 2002-es Bajnokok Ligája-döntős csapatnak is.
A horvát válogatottal 1996-ban olimpiai bajnok, 2003-ban világbajnok volt. A mediterrán játékokat kétszer, 1997-ben és 2001-ben nyerte meg a nemzeti csapattal.
Visszavonulását követően az RK Zágráb sportigazgatója lett.

## Sikerei, díjai
Borac Banja Luka
- EHF-kupa-győztes (1): 1991

RK Zagreb
- Horvát bajnok (9): 1991-92, 1992–93, 1993–94, 1994–95, 1995–96, 1996–97, 1997–98, 1998–99, 1999-00
- Horvát kupagyőztes (9): 1992, 1993, 1994, 1995, 1996, 1997, 1998, 1999, 2000
- Bajnokok Ligája-győztes (2): 1991-92, 1992–93

Veszprém
- Magyar bajnok (3): 2000-01, 2001-2002, 2002-2003
- Magyar Kupa-győztes (2): 2002, 2003

### Kitüntetés
- Order of Danica Hrvatska[5]

## További információ
- Božidar Jović az EHF honlapján